# Грейспойнт
«Грейспойнт» (англ. Gracepoint) — американский детективный телесериал канала Fox, являющийся ремейком британского сериала «Убийство на пляже» (англ. Broadchurch). Крис Чибнелл выступил в качестве создателя и сценариста, а Джеймс Стронг — режиссёром.

## Сюжет
Когда маленького мальчика находят мертвым на пляже в небольшом калифорнийском приморском городке, полиция начинает расследование. После того, как выясняется, что это было убийство, в СМИ начинается информационное безумие, сконцентрированное на этой трагедии, что коренным образом меняет как жизнь семьи мальчика, так и жизнь всех жителей города.

## В ролях
- Дэвид Теннант в роли детектива Эмметта Карвера[2]
- Анна Ганн в роли детектива Элли Миллер[3]
- Майкл Пенья в роли Марка Солано[4]
- Кевин Зегерс в роли Оуэна Бёрка[5]
- Ник Нолти в роли Джека Рейнхолда[6]
- Джеки Уивер в роли Сьюзен Райт[3]
- Кевин Ранкин в роли Пола Коутса[7]
- Джек Ирвин в роли Тома Миллера
- Вирджиния Кулл в роли Бет[7]
- Сара-Джейн Поттс в роли Джемы[8]
- Джош Хэмилтон в роли Джо Миллера[9]
- Кендрик Сэмпсон в роли Дина Айверсона[10]
- Мэдалин Хорчер в роли Хлои Лассетер[11]
- Дарси Лори в роли Хьюго Гарсия[12]
- Керин Мотт в роли Анджелы Шульц

## Производство
В августе 2013 года на пресс-конференции Ассоциации телевизионных критиков было объявлено, что американская телесеть Fox разрабатывает американскую версию сериала «Убийство на пляже» (англ. Broadchurch). Крис Чибнелл напишет сценарий, а также выступит исполнительным продюсером сериала. Производство началось в январе 2014 года, а премьера должна состояться в телесезоне 2014—15 годов. Американская адаптация была переименована в «Грейспойнт». Джеймс Стронг, режиссёр нескольких серий оригинала, также будет снимать версию Fox.

### Подбор актёров
2 октября 2013 года Дэвид Теннант был утверждён на роль детектива Эммета Карвера. Ранее Теннант участвовал в британском оригинальном телесериале, на котором основан «Грейспойнт». 18 ноября присоединились ещё две актрисы, Анна Ганн в роли Элли Миллер и Джеки Уивер в роли Сьюзен Райт. 3 декабря Кевин Ранкин был заявлен на роль Пола Коутса, а Вирджиния Кулл на роль Бет, матери Дэнни. 16 декабря Кевин Зегерс был утверждён на роль новостного репортёра Оуэна Бёрка. 19 декабря было объявлено, что Майкл Пенья сыграет Марка Лессетера, отца Дэнни. 20 декабря Джош Хэмилтон был утверждён на роль Джо Миллера, мужа детектива Элли Миллер. 23 декабря Ник Нолти был заявлен на роль Джека Рейнхолда.
15 января 2014 года Кендрик Сэмпсон был утверждён на роль Дина Айверсона. 16 января к актёрскому составу присоединился Джек Ирвин в роли Тома Миллера, сына Элли и Джо Миллеров и лучшего друга Дэнни. 22 января Мэделин Хорчер была заявлена на роль Хлои Лассетер, дочери Марка и Бет и сестры Дэнни. 23 января агентство Webster Talent сообщило через твиттер, что Дарси Лори сыграет роль Хьюго Гарсиа. 12 февраля Сара-Джейн Поттс была утверждена на роль Джеммы.

### Съёмки
Съёмки начались 28 января 2014 года в Оак-Бэй канадской провинции Британская Колумбия. Весь съёмочный период занял от четырёх до пяти месяцев, проходивший в близлежащих районах Большой Виктории, включая город Сидней и округи Айленд Вью-Бич и Брентвуд Бэй. Во время съёмок весной 2014 года магазин Port Sidney в городе Сидней был переоборудован под полицейский участок вымышленного американского города Грейспойнт, а аптекарский магазин в Оак-Бэй — в офисы издательства газеты Gracepoint Journal.